# Georgetown (Guyana)
Georgetown is de hoofdstad van het Zuid-Amerikaanse land Guyana. De stad had 118.363 inwoners in 2012, en ligt aan de Atlantische Oceaan aan de monding van de Demerara-rivier in de regio Demerara-Mahaica.
Via de haven van Georgetown wordt onder andere goud, suiker, rijst en bauxiet geëxporteerd. In Georgetown is de Universiteit van Guyana gevestigd.

## Geschiedenis
In 1781 bouwde de Britse administrator Robert Kingston Fort St. George als militair hoofdkantoor voor de kolonie Demerary. In 1782 werd de kolonie veroverd door de Fransen, die het fort sloopten en op de locatie het dorp Longchamps bouwden. In 1784, na de teruggave van de kolonie aan de Nederlanders, werd de stad omgedoopt tot Stabroek, naar Nicolaas Geelvinck, heer van het Vlaamse Stabroek, die opperbewindhebber van de West-Indische Compagnie (WIC) was.

De kolonie Essequibo en Demerara werd van 1796 tot 1802 en later van 1803 tot 1814 bezet door Britse troepen. Amerikaanse handelaars vestigden zich in het dorp en bouwde een aanlegsteiger die de naam American Stelling heeft gekregen. De oorspronkelijke koffie- en katoenplantage Vlissengen lag ten noorden van Stabroek. In 1804 kreeg Daly, de eigenaar, toestemming om gedeeltes van zijn plantage te verkopen voor woningbouw. Op Vlissengen verschenen woonwijken als Lacytown, Robb's Town en Cummingsburg.

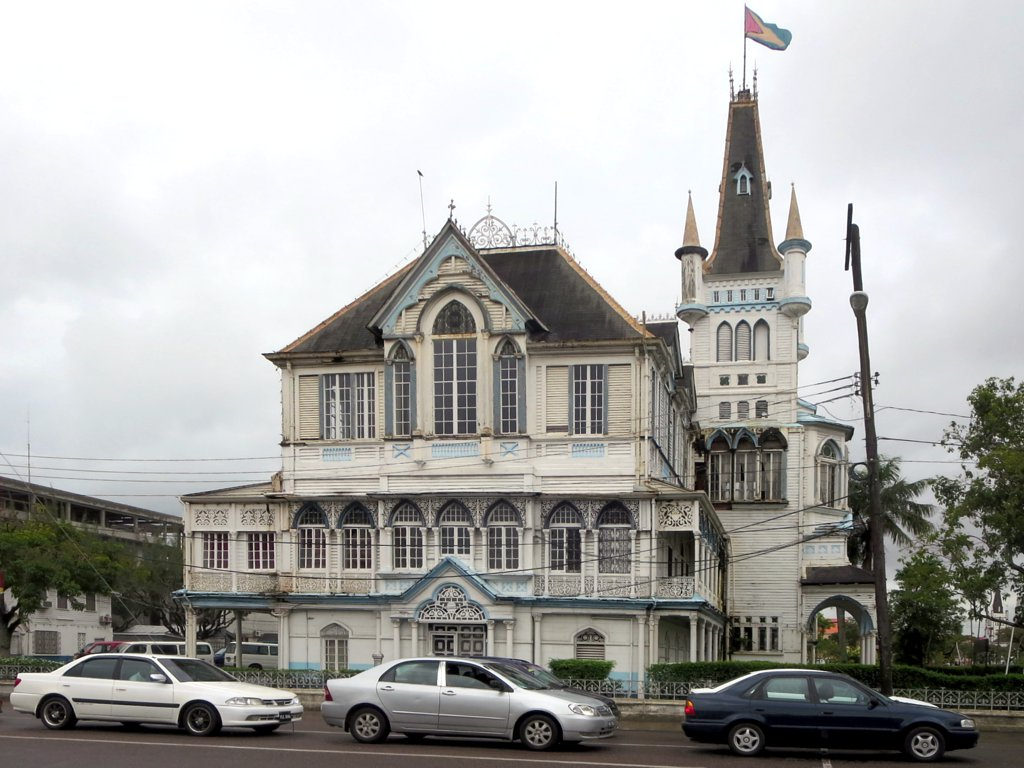
Stadhuis van Georgetown

In 1812 kreeg de stad haar huidige naam, Georgetown, naar de Britse koning George III. In 1815 werden de koloniën officieel overgedragen aan het Verenigd Koninkrijk. Eve Leary, de eigenaar van plantage Kingston, verkocht delen van haar grond aan Engelse officieren om huizen en tuinen op te bouwen. In 1839 werd Kingston geannexeerd door Georgetown. In 1842 kreeg Georgetown stadsrechten.
In 1848 werd een gedeelte van Georgetown door brand verwoest. In het hetzelfde jaar werd een spoorlijn naar Plaisance geopend. De spoorlijn werd doorgetrokken, en in 1900 werd Rosignol, een plaats aan de Berbice tegenover New Amsterdam, bereikt. De spoorlijn heeft tot 1972 gefunctioneerd.

## Overzicht
Georgetown wordt gekenmerkt door Victoriaanse architectuur en Nederlandse invloeden. De meeste oude gebouwen zijn van hout, omdat geschikte klei en steen niet lokaal beschikbaar waren. De stad is gebouwd op een ruim schaakbordpatroon met brede boulevards en lange rijen bomen. Een erfenis uit de Nederlandse tijd zijn de zogenaamde kokers, de vele grachten die dienden voor irrigatie van de landerijen.
In het huidige Georgetown zijn nog verwijzingen naar de Vlaamse stadsnaam te vinden. Zo heet de grote markt bij de haven Stabroek Market, en een groot dagblad heet Stabroek News. Het hart van de stad wordt gevormd door de ward (wijk) Stabroek.

## Bezienswaardigheden

### Guyana National Museum
Het nationaal museum heeft zijn oorsprong in 1844 als een museum voor mineralen, flora en fauna van Guyana. In 1868 werd het als algemeen museum geopend, maar verwoest in 1945 door een brand. In 1951 werd het museum heropend. De nadruk ligt op de natuurlijke historie en etnografische collectie, maar bevat ook de Rolls Royce van Forbes Burnham, de drukpers waarmee de British Guiana 1c magenta, een van de duurste postzegels, was geproduceerd, en de Porknokker, een opstelling met een illegale goudzoeker.

### Kathedraal van de Onbevlekte Ontvangenis
De Kathedraal van de Onbevlekte Ontvangenis (Brickdam Cathedral) is een Rooms-katholieke kerk en de zetel van het bisdom Georgetown. Het was oorspronkelijk een houten kerk, maar werd in 1913 door brand verwoest. De huidige kathedraal dateert uit 1931.

### Parlementsgebouw
Het Parlementsgebouw is in 1834 gebouwd voor de Raad van Politie, de voorganger van de Nationale Vergadering. Het is een neoclassicistisch gebouw. De parlementskamer bevindt zich in de oostelijke vleugel en heeft een uniek plafond dat in 1875 was ontworpen door Cesar Castellani.

### St. Andrew's Kirk

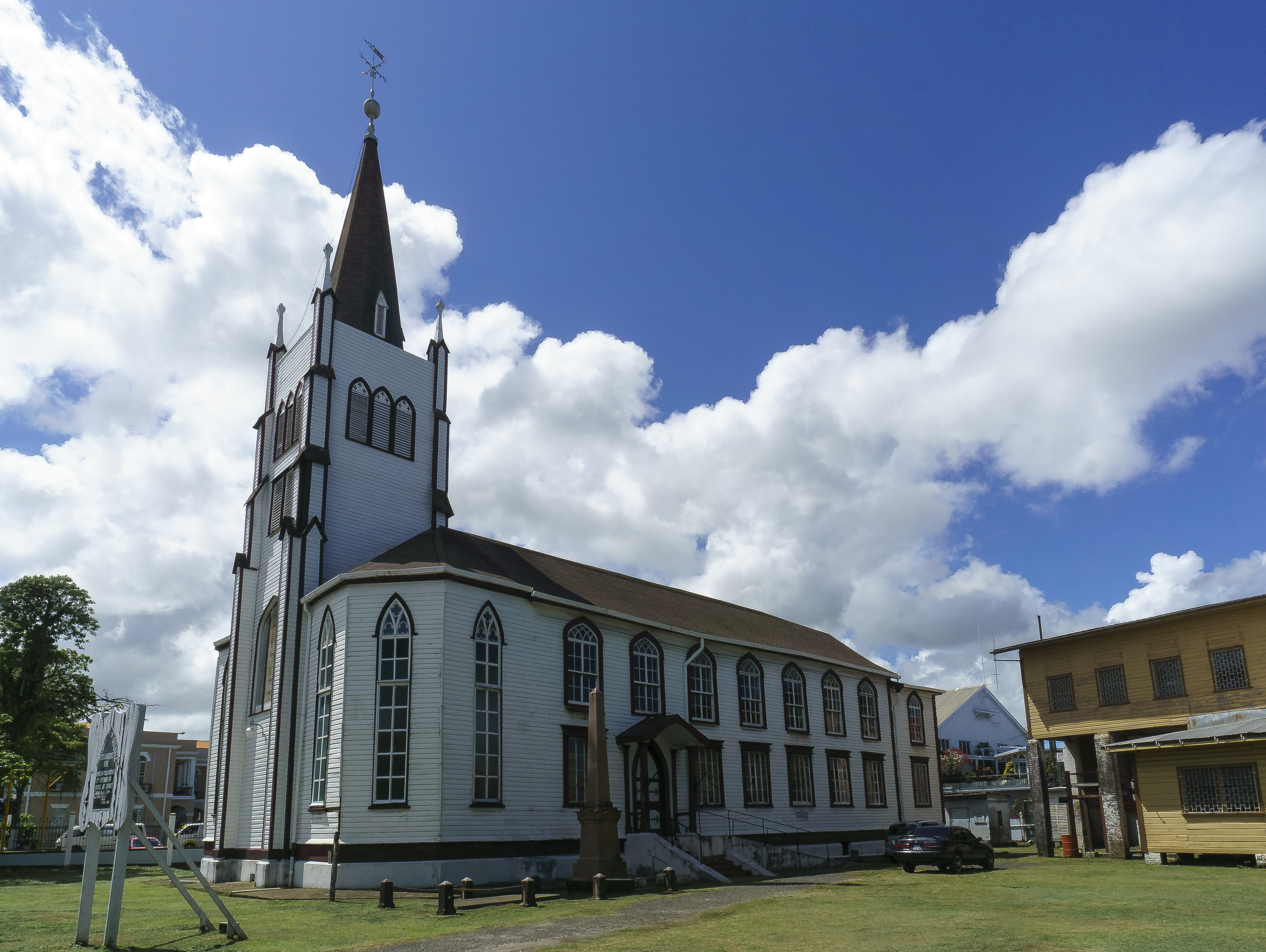
St. Andrew's Kirk

St. Andrew's Kirk, was oorspronkelijk een Nederlands Hervormde kerk. Het is een van de oudste gebouwen van de stad. In 1810 begon de bouw van de kerk. In 1813 werd de kerk verkocht aan Presbyterianen vanwege financiele moeilijkheden, en in 1818 was de kerk gereed. In 1819 werden slaven toegelaten als eerste in Guyana. Tot 1871 werden in de kerk ook diensten verzorgd door de hervormden.

### St. George's Cathedral
De St. George's Cathedral is een Anglicaanse kerk, en zetel van de bisschop. Het is een houten kathedraal die in 1894 gebouwd en 40 meter hoog is.

### Stabroek Market
Stabroek Market is de grootste markt van Georgetown. De huidige markt werd in 1880 gebouwd en is een constructie van ijzer en staal, maar in 1792 vond er al een markt plaats op de locatie. De markt is 7.000 m2 groot. Het is een van de drukste plekken van de stad en is dagelijks van 07:00 tot 17:00 geopend met uitzondering van de derde woensdag wanneer de markt grondig wordt schoongemaakt. Toeristen moeten goed op hun bezittingen letten, want er zijn zakkenrollers actief.

### Stadhuis van Georgetown
Het stadhuis was tussen 1887 en 1889 gebouwd. Het wordt beschouwd als een van de mooiste Gotische gebouwen in de Caraïben. Het stadhuis bevat de raadzaal, de burgemeesterkamer en de kantoren van de stadsingenieur. Het houten gebouw was in het begin van de 21e eeuw in slechte conditie, maar in 2015 begon een restauratie met steun van de Europese Unie, en is in 2020 afgerond.

### Umana Yana

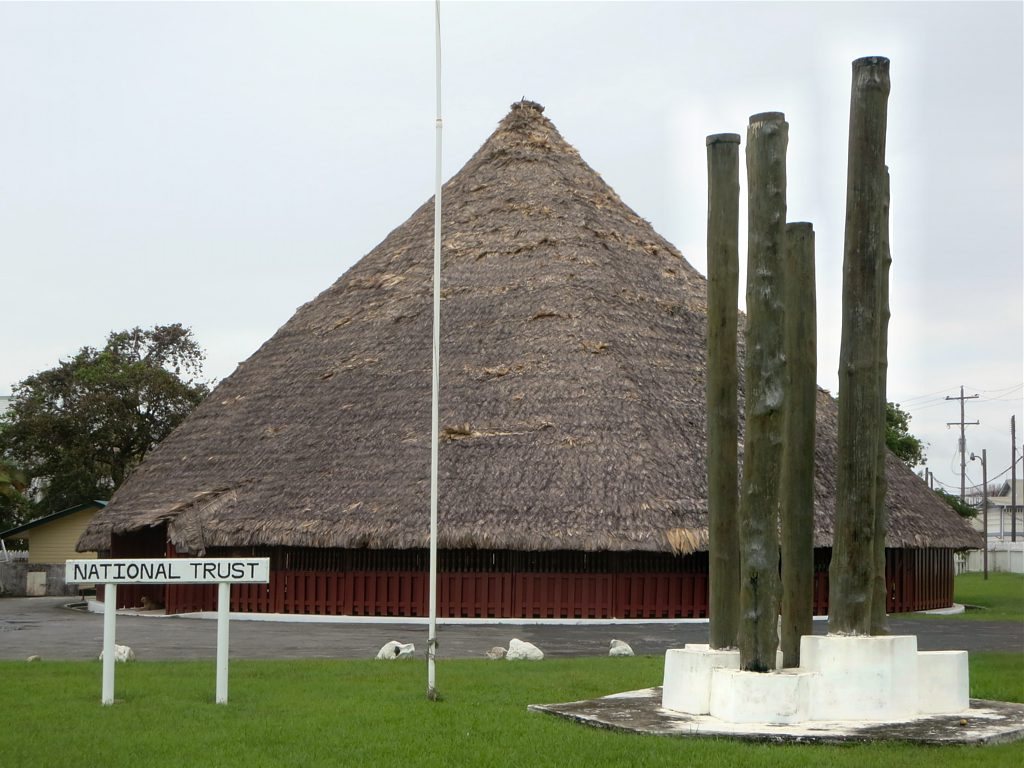
Umana Yana en het African Liberation Monument (rechts)

Umana Yana is een palmhut die in 1972 werd gebouwd voor de ministersvergadering van de Beweging van Niet-Gebonden Landen. De hut is ongeveer 17 meter hoog en is gebouwd door inheemse Waiwai. Het is een nationaal monument van Guyana. Naast de Umana Yana bevindt zich het African Liberation Monument, een monument ter nagedachtenis aan de afschaffing van de slavernij.

## Demografie
Georgetown telde 118.363 inwoners tijdens de census van 2012. Het is een daling vergeleken met 2002 toen het nog 134.497 telde. De belangrijkste redenen zijn migraties naar de buitenwijken, en omdat het grootste gedeelte van de gemeente Georgetown is volgebouwd. Aan de Atlantische Oceaankust zijn alle dorpen aan elkaar gegroeid tot een groot stedelijk gebied. Bijna twee derde van de stedelijke bevolking woont in of rond Georgetown.

## Transport

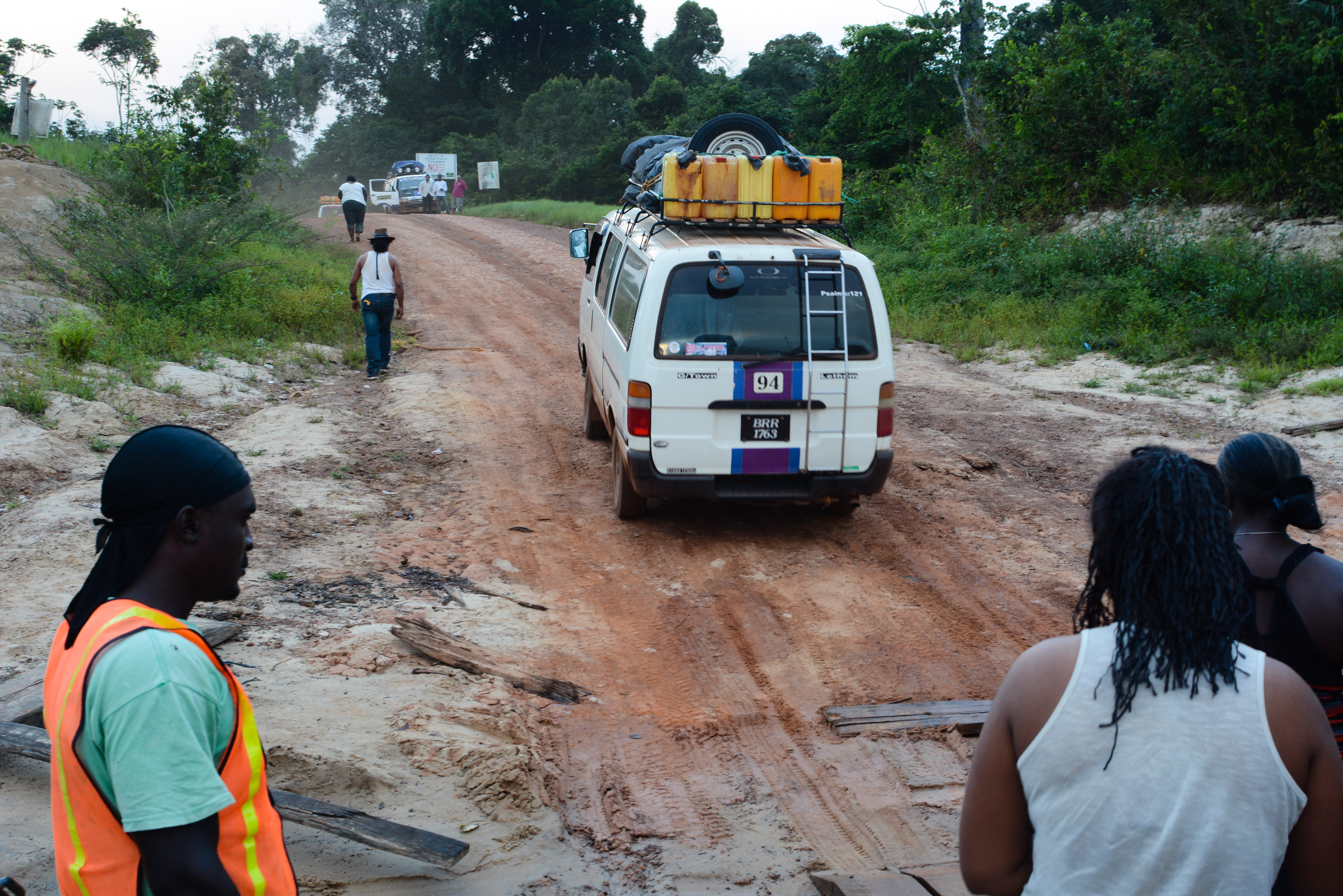
Onderweg van Georgetown naar Lethem (2015)

Het belangrijkste internationale vliegveld is Cheddi Jagan International Airport. Het vliegveld bevindt zich 41 km ten zuiden van Georgetown in Timehri. Eugene F. Correia International Airport bevindt 6 km ten oosten van Georgetown, maar is bestemd voor nationale en regionale buitenlandse bestemmingen zoals Boa Vista in Brazilië en Paramaribo in Suriname.
Georgetown ligt in het midden van het wegennetwerk. Er is een hoofdweg naar New Amsterdam en Corriverton bij de Surinaamse grens. De hoofdweg naar Linden en Lethem geeft sinds 2009 toegang tot Braziliaanse deelstaat Roraima, maar een groot gedeelte van de weg is onverhard. Een busrit naar Lethem duurt op papier 16 uur. De hoofdweg naar het westen gaat via de Demerara Harbour Bridge naar Parika. In Parika vertrekken veerboten naar het westen en het binnenland.
De haven van Georgetown is de grootste zeehaven van het land. Het bevindt zich aan de monding van de Demerararivier, en heeft specifieke kades voor bauxiet en suiker. De Demerara is ongeveer 105 km bevaarbaar voor grote schepen, en Linden kan worden bereikt. Kleine schepen kunnen nog 40 km verder varen, maar de bovenloop heeft veel stroomversnellingen en watervallen.

## Partnersteden
- Aberdeen (Schotland, Verenigd Koninkrijk)[38]
- Port of Spain (Trinidad en Tobago)[39]
- Saint Louis (Missouri, Verenigde Staten)[40]

## Geboren
- Nol Colaço Belmonte (1901-1968), Nederlands orthopedisch chirurg
- Compton Gonsalves (1926-2012), Trinidadiaans wielrenner
- Chris Brasher (1928-2003), Brits hardloper
- Stanley Greaves (1934), beeldend kunstenaar, schrijver en musicus
- Peter Minshall (1941), Trinidadiaans ontwerper van carnavalkostuums
- Walter Rodney (1942-1980), historicus en politieke activist
- David A. Granger (1945), president van Guyana
- Norman Madhoo (1964), darter
- Letitia Wright (1993), actrice

## Galerij

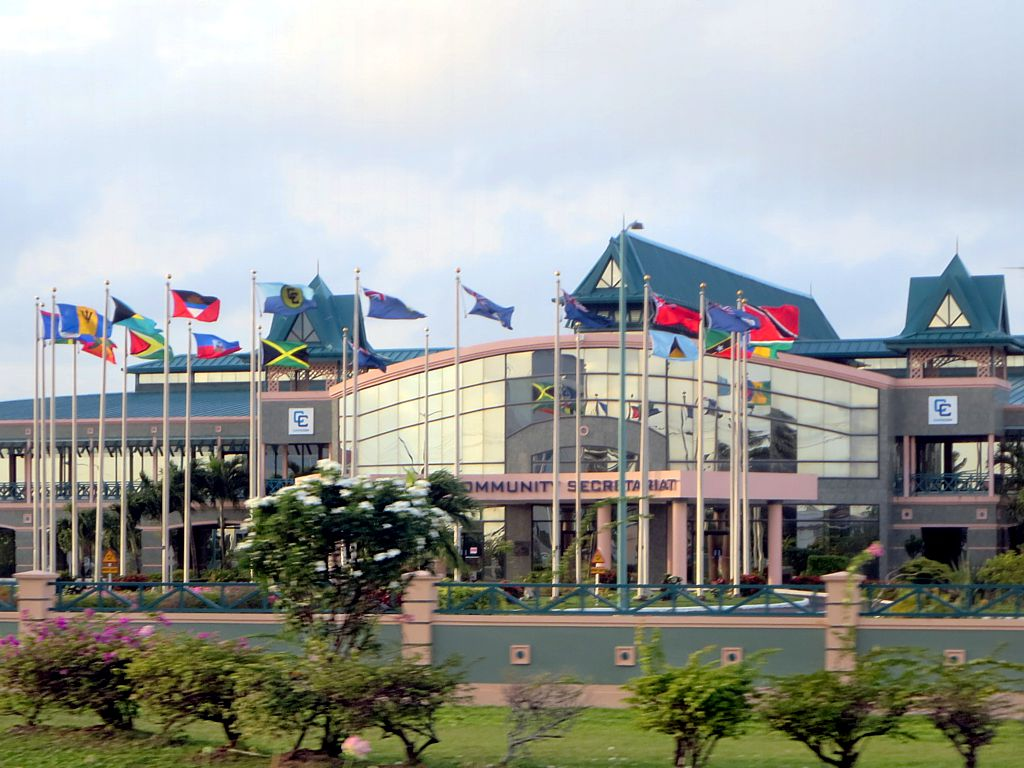
Secretariaat van de Caricom
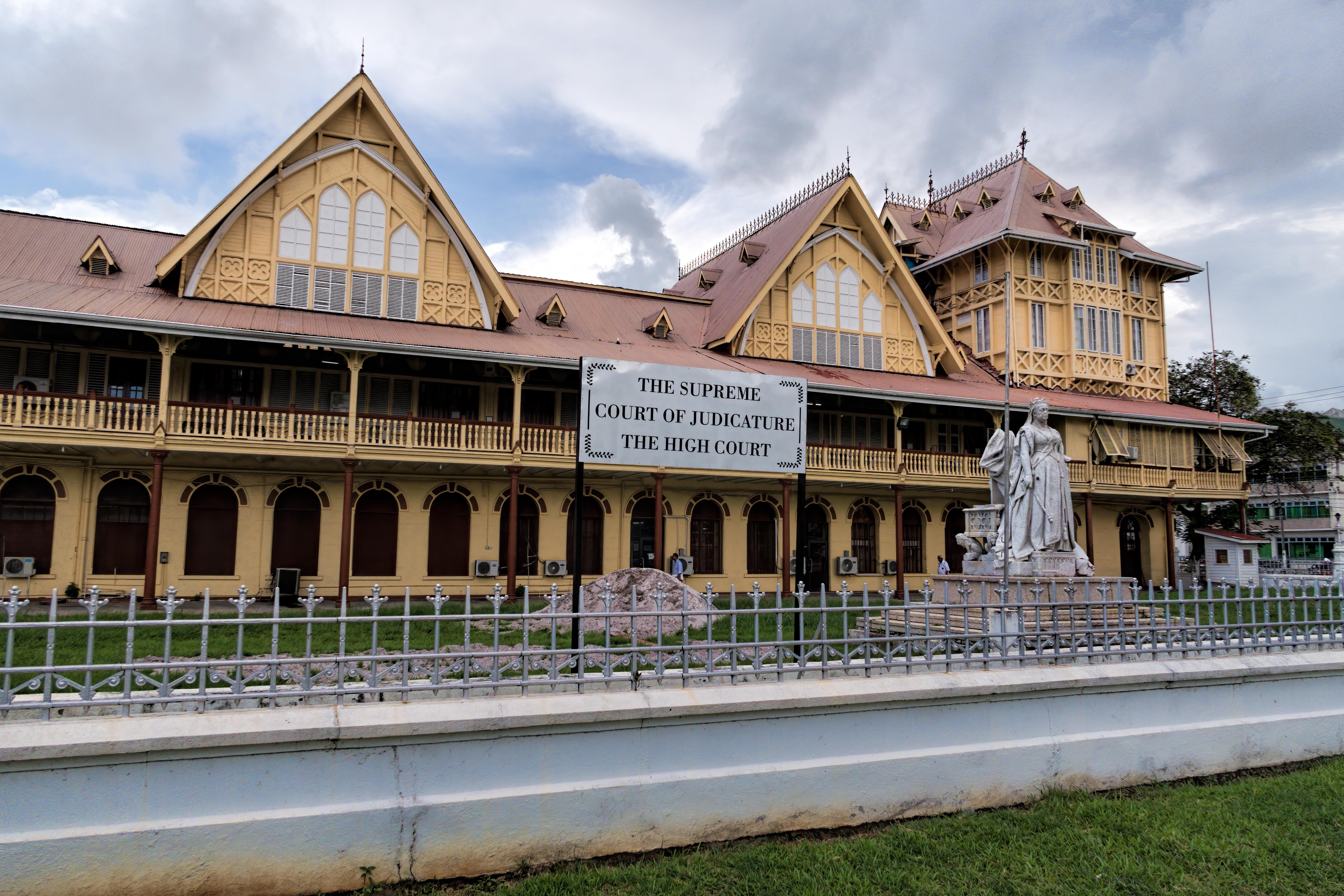
Hooggerechtshof met koningin Victoria
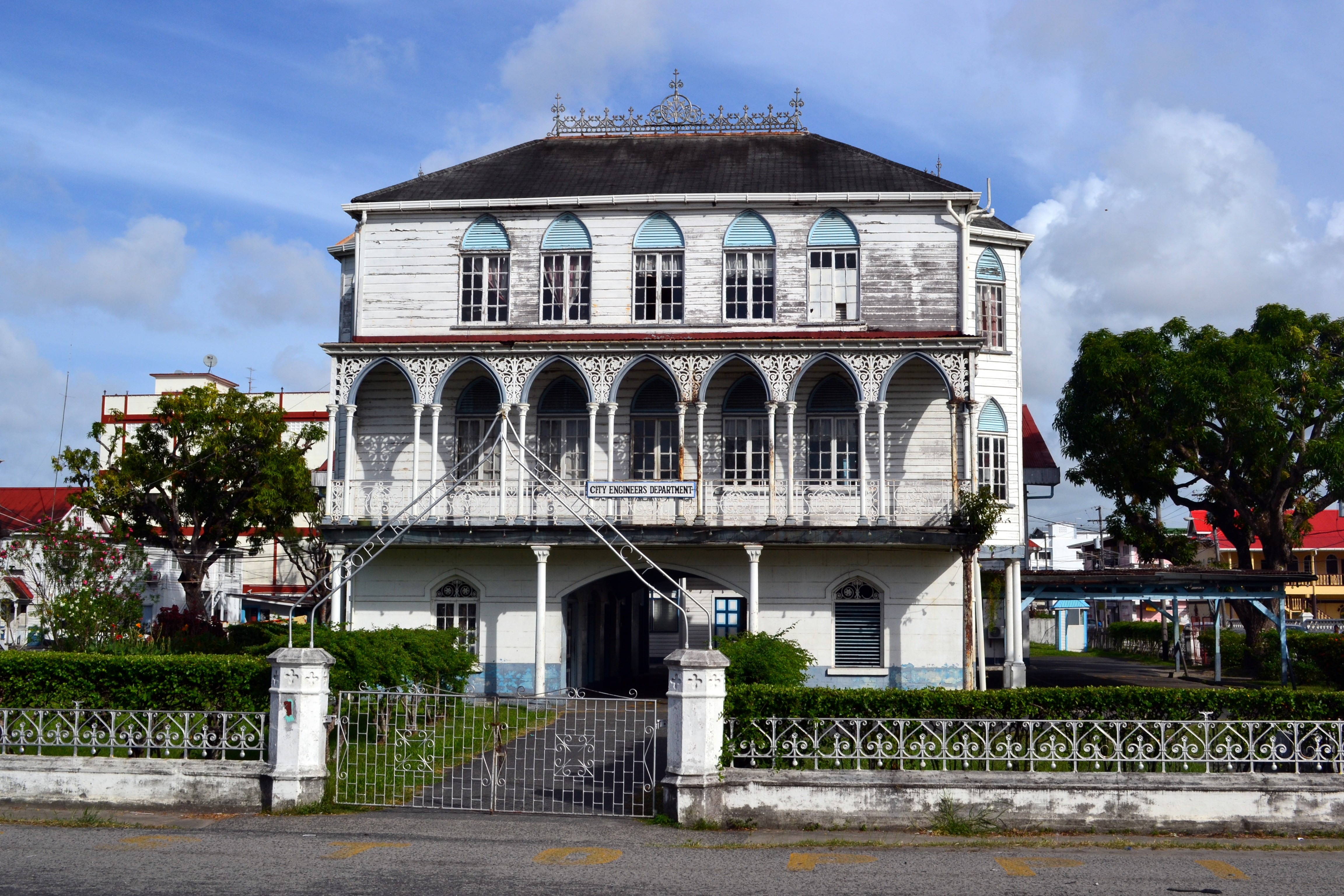
Technische dienst van Georgetown
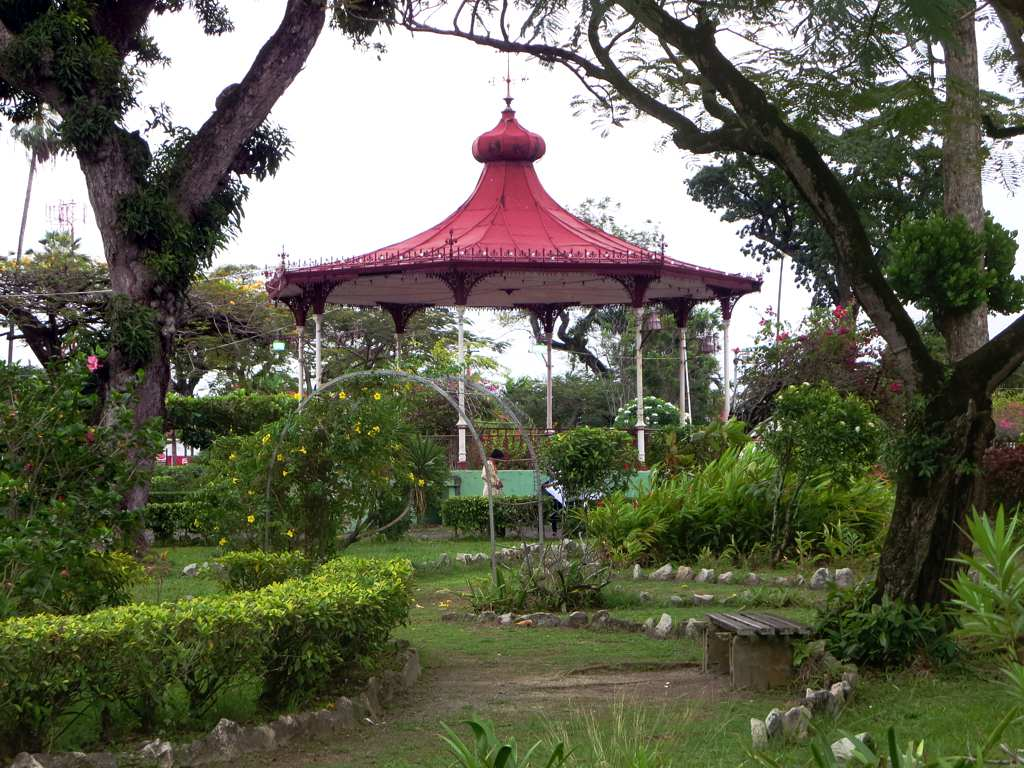
Muziekkoepel in Promenade Gardens